# 松原敬生
松原 敬生（まつばら たかお、1944年〈昭和19年〉8月5日 - 2020年〈令和2年〉11月22日）は、元東海ラジオ放送アナウンサー、フリーアナウンサー・会社役員・歌手。本名は松原 敬夫（読み同じ）。血液型はB型。

## 来歴・人物
東京都生まれ、愛知県名古屋市北区大曽根育ち。名古屋市立六郷小学校、東海中学校・高等学校、同志社大学法学部政治学科卒業。
1968年4月、東海ラジオにアナウンサーとして入社。『ミッドナイト東海』『ぶっつけワイド』のパーソナリティを務めた。1970年代後半～90年代に掛けて、局の看板アナウンサーとして活躍を続ける一方、1980年代以降はアナウンス部長、ラジオ製作部長などの要職を歴任した。
2004年8月、東海ラジオを定年退職。その後も東海ラジオでパーソナリティとして番組に携わるとともに、株式会社東海パック（東海テレビ放送の関連会社）の代表取締役社長に就任、マネージメント会社としての個人事務所「トーク・オフィス・マツバラ」を立ち上げた。演歌歌手として『哀愁のトラッカー』などの作品を発表し、番組出演・講演活動と並行して活動していたが、2018年夏ごろから持病が悪化した こともあり、2019年5月17日に行われた「開局60周年記念 東海ラジオ大歌謡祭」を最後に、ステージ司会について一線を退くことを表明。さらに同年6月2日、自身がメインパーソナリティを務める『松原敬生の日曜も歌謡曲』の放送内で同月30日の放送をもって、アナウンス・パーソナリティ業から引退することを発表し、同月30日の生放送を最後に52年間のアナウンサー業から引退した。
2020年11月22日、死去。76歳没。
訃報は東海ラジオの番組の他に『ニュースOne』(東海テレビ)で報じられた。

## 過去の出演番組
放送局記載がないものは、東海ラジオで放送されていた番組を表す。
- 松原敬生の日曜も歌謡曲 - 毎週日曜日12時00分 - 14時00分。2012年10月7日放送開始（2019年6月30日をもってメインパーソナリティ降板）。
2017年以前のプロ野球開催期間中は日曜デーゲーム中継のフィラー・雨傘番組を兼ねるため、17時00分以前でも中継が早く終わった場合は、その時点から開始。大幅に試合時間が延長された場合は、短縮（過去には、5分程度の放送になったことがある）や休止になる場合がある。デーゲーム中止時は14時00分から最大5時間放送。野球中継がナイターの場合は14時00分 - 16時30分に放送。
- タカオ&たかしのなごや歌物語 - 毎週土曜日28時50分 - 29時00分（日曜早朝4時50分 - 5時00分）、『ねねの!びんびん!ミュージック!』に内包
- 清水たま希の朝いち・うた旅!! - 日曜日6時40分 - 6時55分
- ミッドナイト東海（1974年 - 1977年）
- モアミュージック1・2・3・4（1977年 - 1978年）
- ぶっつけワイド（1978年 - 1997年）
1978年の放送開始から1997年の放送終了まで、担当曜日は変動しながらも全期間にわたってパーソナリティを担当。
  - 期間限定「ぶっつけワイド」復刻版 - 月 - 木曜日、13時00分 - 16時00分。2016年7月11日から28日まで放送。
「宮地佑紀生の聞いてみや〜ち」の打ち切りに伴う、いわゆる「つなぎ番組」。パーソナリティとして全日出演。特に人気の高かった蟹江篤子（一部曜日は佐田玲子）とのコンビでリバイバル放送[6]。
- 松原敬生のバラエティージャーナル（1997年 - 1998年）
- 松原敬生の夜はこれから（1998年）
- おはよう松原敬生です（1999年 - 2002年）
- 松原敬生の歌謡パーティー（2002年4月 - 2003年3月）
- さか松ゲン（2003年4月 - 2004年3月）
- ミッドナイト東海21（2005年）
- 松原・坂口の土曜はど〜よ!?（2004年 - 2007年）
- SKE48 1+1+1は3じゃないよ! （2011年-2018年3月24日）「SKE48とおじいちゃん」のみ出演。基本的に生出演だが、録音出演の場合があった。
- 朝のなつメロ
- 松原敬生のほりだし歌謡（2012年4月 - 2015年3月） - 日曜日深夜2時15分 - 2時25分、当時日曜の放送休止前最後の番組となっていた。
- 加賀あすかのもしかして - 水曜日・朝5時10分 - 5時25分、当初は自身が社長を勤める東海パック一社提供から、終了時点では飛鳥プロモーション一社提供であった。
- 松原・ジョンエのおめざめ演歌 - 土曜日・朝5時30分 - 5時40分
- ワクドキ!元気（三重テレビ、 - 2008年3月）
- 松原敬生の朝の歌謡曲 - 平日：5時00分 - 5時15分→月・火・水曜日：5時00分 - 5時15分→月曜：5時00分 - 5時10分、土曜：5時30分 - 5時40分
- 松原敬生のシャレアップ歌謡曲 - 土曜日4時00分 - 日曜日5時00分。2006年10月7日 - 2018年9月29日。
- 松原敬生の歌謡曲主義 - 毎週日曜日17時00分 - 19時30分。2018年4月1日 - 2018年9月30日。
- 歌謡曲主義 26時の歌謡曲 - 毎週水曜日26時00分 - 27時00分（木曜2時00分 - 3時00分）
- のりこ＆ねねの日曜も歌謡曲 - メインパーソナリティ降板後の2019年7月7日から9月まで、事前収録された松原と歌手とのインタビューを放送[4]
- ラジオと共に半世紀 〜ラジオで笑って、ラジオで泣いて〜 - 2020年3月30日、松原のアナウンサー人生を振り返ると共に改めてラジオの役割を探る特別番組（2020年11月29日に追悼番組として放送[7]）。
- J-LEGEND 2nd シーズン 石原裕次郎 - 月曜日20時15分 - 20時30分
- ケーブルテレビ歌謡グランプリ決勝大会・司会担当－東海地方のケーブルテレビ各局（ひまわりネットワークなど）で放送される番組
- 松原・みずのの歌が一番!〔ひまわりネットワーク（制作局）、東海ケーブルチャンネル〕

また、過去には東海ラジオの放送開始および終了アナウンスの読み上げも担当していた。

## 演歌歌手としての活動
- 1979年、キャニオン・レコード「唸れ!! 快速球」のB面、「ひとえまぶた」（作詞：藤公之助、作曲：徳久広司、編曲：高田弘）でデビュー。その後下記の作品をリリース。
  - 哀愁のトラッカー - 同曲は松原の代名詞的な存在になっており、よく自身の番組や他番組内で（ネタとして）流されることがある。
  - グラス片手に
  - わが娘よ
  - 別れのラブソング
  - 港のおんな
  - 思い出をありがとう
  - 栄光への道（1982年、中日ドラゴンズ優勝カセット）
  - 松原敬生全曲集CDアルバム（1993年、アナウンサー生活25周年記念）
  - いつも側にいて（1995年2月22日、真咲よう子とのデュエット、クラウンレコード）
- 松原が管理職に付くとともに「会社からアナウンサーに専念するように言われた」（後日談）というように、歌手活動はごく限られた機会にしか行なわれなくなった。しかし、東海ラジオを退職後本格的に歌手活動を再開、2007年3月7日に再デビューCD「おまえとともに」（作詞：高畠じゅん子、作曲:中川博之、編曲:前田俊明、日本クラウン）をリリースした。

## CM（ナレーション）
東海ラジオのみのオンエア（過去のものも含む）
- 明方ハム
- いその（ISONO）
- オービック
- 再春館製薬所・痛散湯
- ソニー損保（単独での出演バージョンのほか、かつて担当していた番組で専属レポーターをしていた山浦ひさしとともに出演しているバージョンもある）
- ヤマダイ（同社の商品『ニュータッチ』のナレーションを担当）
- 岐阜県赤十字血液センター（2009年）

TV
- 城山八幡宮

## エピソード
- アナウンサーを志した理由として、年の離れた実兄が中日新聞の記者であったことからマスコミに関心があったこと、小学生だったとき体育が決して得意でなかった松原が運動会で恥ずかしい思いをしないために放送部に入部して徐々に放送の世界に関心があったということを挙げている。
- アナウンサー生活の中で唯一心残りになっていることは、野球実況が出来なかったことという。ドラゴンズに対する思いが東海ラジオのアナウンサーの中で最も強かったとも言われているが、犬飼俊久と共に3年間実況のトレーニングを積んだものの東海ラジオ ガッツナイターの実況を1度も務めることはできなかった（逆に犬飼はスポーツ以外のワイド番組を殆ど担当することはなかった）。演歌歌手として成功することと共に、ガッツナイターの実況を担当することが夢だと語った。2009年9月9日に三重テレビ放送で生放送された『中日ドラゴンズ2軍対茨城ゴールデンゴールズ（ナゴヤドーム）』で、退職後でテレビではあるが、念願だった実況を行うことができた。また前述のエピソードを含めて、試合主催者の中日スポーツ、スーパーサタデー[8]（東海テレビ。2009年9月12日放送分）で紹介された。
- 石原裕次郎に心酔し「東海の裕次郎」と自称していた。2017年10月からスタートした「J-LEGEND 2nd シーズン 石原裕次郎」では自身がパーソナリティを務めるとともに、同番組は石原プロの監修を受けて放送された。
- 妻との間に2女がいるが、局での仕事等で家を空けることが多かったという。たまたま早く帰宅すると、遅くにしか帰ってこないと妻に思われたのか、おかずの魚の開きが3人分しかなかったという。この逸話は「さかな3匹、家族は4人」として今でも語り草となっている。
- 50歳にして、タッチタイピングが出来るようになったと、源石和輝が語っている。
- 鶏肉が嫌いである。